# Georg Stolt

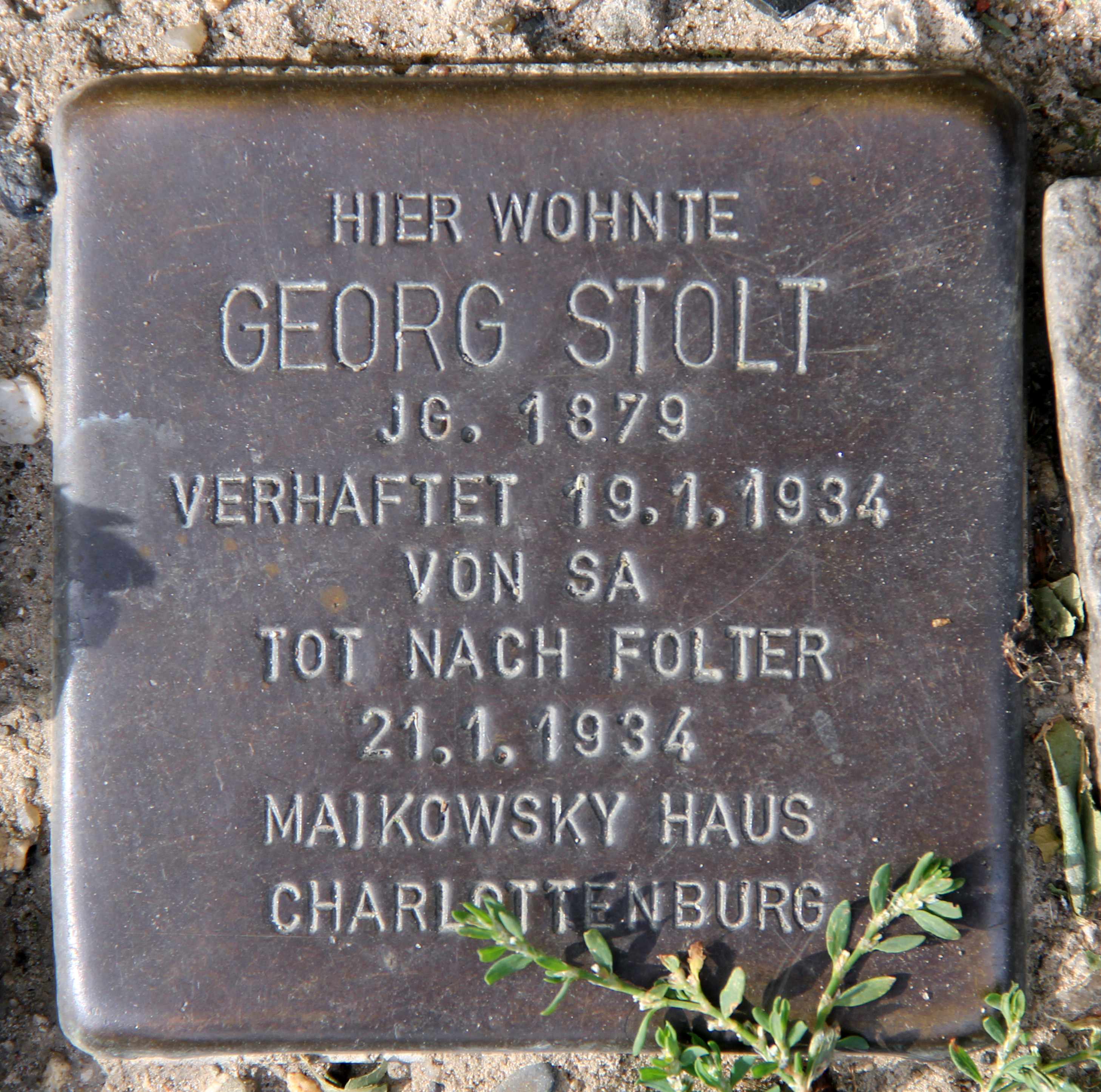
Stolperstein vor dem Haus, Am Friedrichshain 14, in Berlin-Friedrichshain

Georg Stolt (* 22. November 1879 in Hamburg; † 21. Januar 1934 in Berlin) war ein deutscher Politiker (USPD/KPD).

## Leben und Wirken
Nach dem Schulbesuch erlernte Stolt das Zimmermannshandwerk. 1900 trat er in die Sozialdemokratische Partei Deutschlands ein. Seit 1902 wurde er Gewerkschaftskassierer in Frankfurt am Main. Nach späteren Behauptungen soll es in dieser Zeit zu Unregelmäßigkeiten in der Kasse gekommen sein. 1905 wurde er hauptamtlicher Arbeitersekretär für die SPD. In dieser Eigenschaft wurde er zunächst in Frankfurt, dann in Königsberg und anderen Orten eingesetzt. 1912 wurde er in Bremen von diesem Posten entlassen, da er in Königsberg Gelder unterschlagen haben sollte. Seiner eigenen Darstellung zufolge wurden diese Gelder ihm jedoch gestohlen.
Von 1914 bis 1918 nahm Stolt als Bahnmeister beim Eisenbahnregiment I am Ersten Weltkrieg teil. 1917 verließ Stolt die SPD, um sich der aus Ablehnung der Kriegspolitik der SPD-Führung von der Partei abgespaltenen Unabhängigen Sozialdemokratischen Partei Deutschlands (USPD) anzuschließen. Nach dem Ausbruch der Novemberrevolution von 1918 wurde er zunächst zum Vorsitzenden des Soldatenrates des Gardekorps gewählt. Am 28. November 1918 wurde er dann Obmann des Siebener-Ausschusses der Berliner Soldatenräte und im Frühjahr 1919 Soldatenvertreter der Berliner Truppen im Vollzugsrat des Arbeiter- und Soldatenrates Groß-Berlin.
Für die USPD wurde Stolt 1920 Mitglied des Berliner Stadtrates, dem er bis 1924 angehörte. Noch 1920 trat er mit zahlreichen weiteren USPD-Mitgliedern zur Kommunistischen Partei über und war in diesem Zusammenhang auch Abgeordneter des Vereinigungsparteitages. In der KPD gehörte er zum Berliner linken Flügel. Seit 1926 wurde er der Thälmann-Gruppe zugerechnet.
Von 1924 bis 1928 und erneut von 1931 bis 1932 saß Stolt als Abgeordneter für die KPD im Preußischen Landtag. In den frühen 1930er Jahren war er als Sektionsführer in Moabit im Rotfrontkämpferbund und in der Arbeitsgemeinschaft sozialpolitischer Organisationen aktiv.
Am 14. Juli 1932 wurde Stolt wegen seiner Beteiligung am Mord an dem 15-jährigen Hitlerjungen Herbert Norkus zu drei Jahren Zuchthaus verurteilt.
Als KPD-Funktionär und als prominenter Veteran der Novemberrevolution wurde Stolt 1933, nach anderen Angaben am 19. Januar 1934, von den Nationalsozialisten zusammen mit vierzig weiteren Kommunisten in Schutzhaft genommen und in die SA-Kaserne Maikowskihaus verschleppt, in der er am 21. Januar 1934 von Angehörigen des SA-Sturms Charlottenburg umgebracht wurde. Über die genauen Todesumstände unterscheiden sich die Quellen: Zum Teil ist davon die Rede, Stolt sei bei einem Verhör erschlagen worden, zum Teil heißt es, man habe ihm in den Kopf geschossen.